# Круть Світлана Петрівна
Світлана Петрівна Круть (11 жовтня 1965, село Іванківці (Ярмолинецький район), Хмельницька область) — українська акторка театру, кіно та дубляжу.

## Біографія
Народилася 11 жовтня 1965 року у селі Іванківці Ярмолинецького району Хмельницької області.
У 1988 році закінчила Київський державний інститут театрального мистецтва імені Івана Карпенка-Карого.
У 1989—1990 роках працювала в Харківському академічному українському театрі імені Тараса Шевченка.
Актриса Національного академічного драматичного театру імені Івана Франка. Озвучувала десятки ролей на студії дубляжу «1+1».

## Фільмографія
- «Меланхолійний вальс» (1990)
- «Для домашнього огнища» (1992)
- «Цвітіння кульбаби» (1992)
- «Гетьманські клейноди» (1993)
- «Обітниця» (1993)
- «Злочин з багатьма невідомими» (1993)
- «Judenkreis, або Вічне колесо» (1996)
- «Повернення Мухтара-3» (2006)